# Лапченко, Григорий Игнатьевич
Григо́рий Игна́тьевич Ла́пченко (также Лабченко или Лапа; 25 января (6 февраля) 1801 — 28 марта (9 апреля) 1876) — русский художник, исторический живописец, портретист, академик Императорской Академии художеств (1842). Был женат на итальянской натурщице Виттории Кальдони, которую перевёз в Россию. В середине жизни ослеп, в силу ряда исторических перипетий его живописное наследие в значительной степени утрачено. По мнению М. М. Раковой, в стилевом отношении живопись Лапченко демонстрировала соединение классицистского канона с натуралистическими тенденциями, что было характерно как для академического искусства 1840-х годов, так и «ортодоксальной линии романтизма».

## Ранняя биография
О жизни и творчестве Г. Лапченко существуют только разрозненные сведения, в основном, содержащиеся в переписке Александра Ива́нова и в справочнике Академии художеств. Около столетия в искусствоведческой литературе господствовала версия, что он был крепостным графа М. С. Воронцова. Однако в XX веке была обнаружена его собственноручная автобиография (анкета 1869 года для готовящегося справочника Академии), из которой следовало, что Григорий Лапченко — сын казака Игнатия Васильевича Лапы и Ирины Ивановны Петренко (или Петрученко), отец служил также церковным старостой в родном селе Валява (Черкасский уезд). По мнению итальянской исследовательницы Риты Джулиани (Университет Ла-Сапиенца), одно не исключало другого — семья казаков могла оказаться закрепощена в царствование Екатерины II. Крепостным он был назван и в справочнике Академии художеств 1879 года.
С 11-летнего возраста он учился в Корсуни у художника-дилетанта помещика С. Преволоцкого, а затем в Белой Церкви у Я. Никитина — бывшего художника князя Потёмкина-Таврического. Талант живописца был замечен графом М. С. Воронцовым, и благодаря его ходатайству и на его средства в 1822—1829 годах Лапченко обучался в Императорской Академии художеств по классу А. И. Иванова. Мастерская его располагалась в доме Воронцова, за отсутствием у Иванова «удобного места для занятий». В 1825 году за рисунки с натуры удостоен серебряной медали второго достоинства. В 1829 году представил Совету Академии программу «Киевлянин, дающий Претичу весть о печенегах». Она была награждена Большой золотой медалью, предоставленной Обществом поощрения художников, что по Р. Джулиани, подтверждало крепостной статус Лапченко, который обучался в Академии в звании «постороннего ученика». О местонахождении своей программной работы Григорий Игнатьевич ничего не знал уже в 1869 году. Вместе с А. А. Ивановым он отправился в Рим (половинным пенсионером М. Воронцова и Общества поощрения художников), исполнять копии с произведений итальянских художников. К этому времени относились некоторые его работы, хранившиеся в Одессе в бывшем дворце Воронцовых, по крайней мере, до 1941 года. Среди работ, выполненных по заказу Воронцова, упоминались «Силоамская купель» и «Филомена, вышивающая в тюрьме». Он также писал портреты, сохранилось выполненное им изображение историка И. К. Кайданова, местоположение упоминаемого художником портрета статского советника [П. Е.] Зверева неизвестно.

Живопись Г. Лапченко разных лет
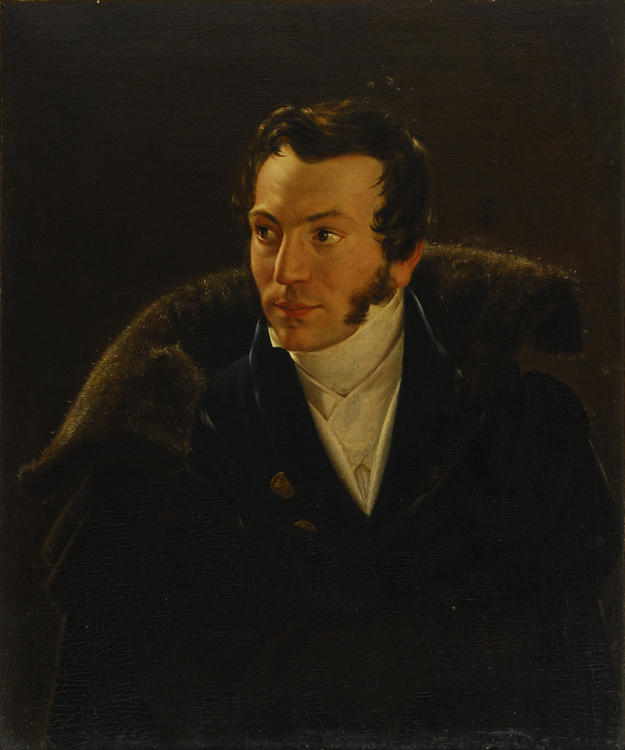
Портрет историка И. К. Кайданова[9]. Холст, масло. 68 × 58 см. Рязанский государственный областной художественный музей им. И. П. Пожалостина
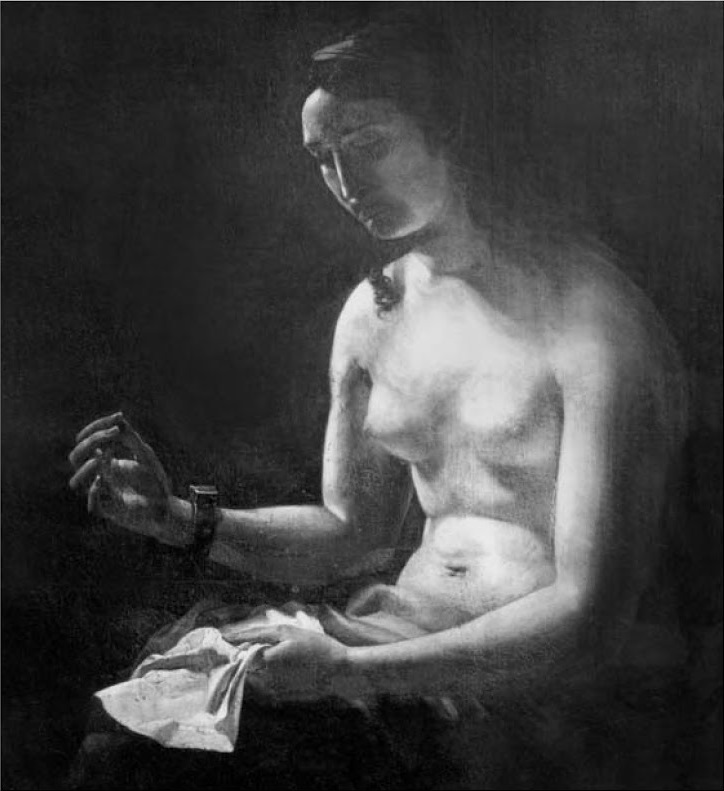
Филомена в тюрьме, вышивающая на полотне случившееся с нею происшествие. До 1941 года находилась в Алупкинском дворцово-парковом музее-заповеднике
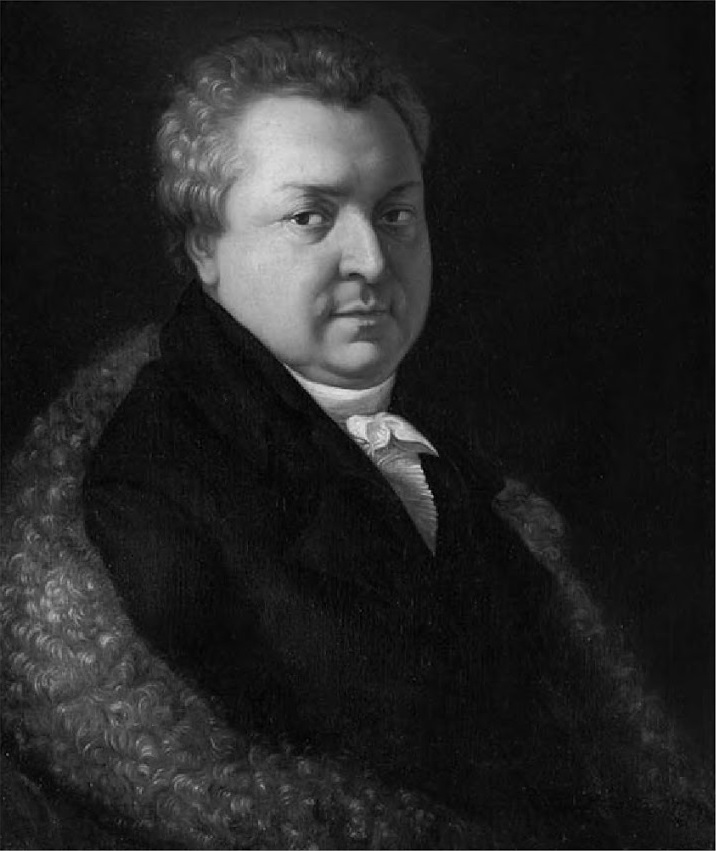
Мужской портрет (граф Дмитрий Петрович Бутурлин?). Холст, масло. 68 × 57 см. Алупкинский дворцово-парковый музей-заповедник

## Рим. «Сусанна»

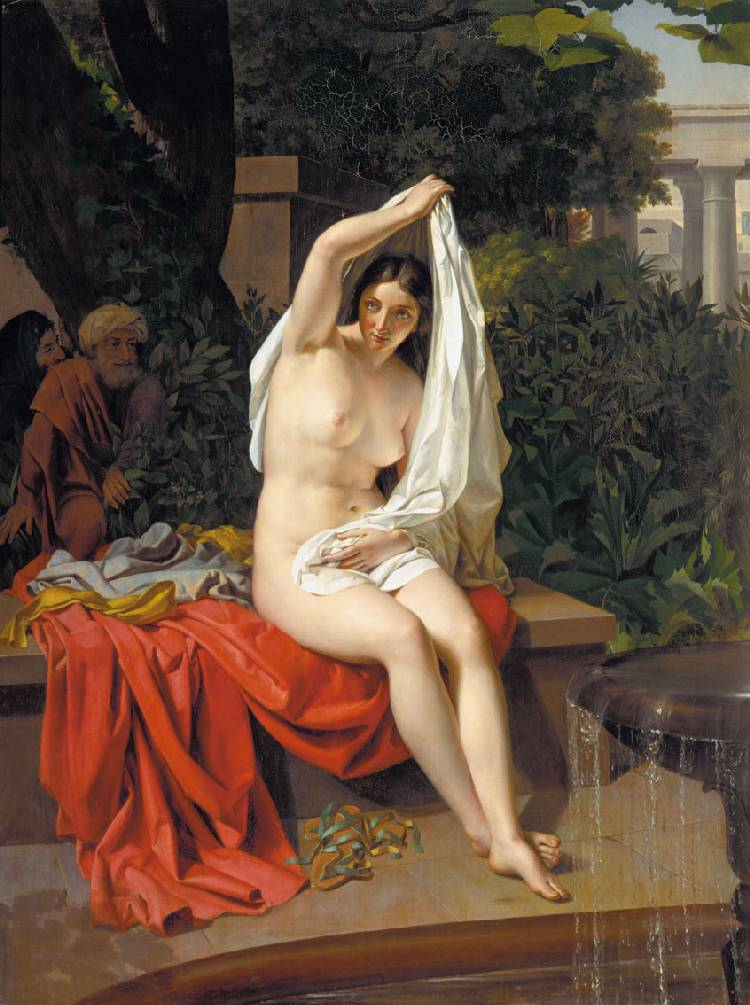
Сусанна, застигнутая старцами. Холст, масло. 200 × 149 см. Государственный Русский музей, 1831

В Риме Иванов и Лапченко сняли соседние студии на виа Систине на холме Пинчио, где селились художники-иностранцы. Русские художники тесно общались, обсуждали планы и советовались о работе; когда Иванов тяжело заболел, Лапченко писал под диктовку и помогал поддерживать связь с родными. В том же 1831 году они отправились в Альбано, где сняли комнату в доме семейства Кальдони, чья старшая дочь — Виттория — была знаменитой натурщицей. Иванов и Лапченко быстро нашли общий язык с Кальдони; по словам Р. Джулиани, они вели себя «проще и более по-свойски, чем немцы». Когда именно произошло знакомство, точно не известно; во всяком случае, в письмах Иванова сёстрам лета 1831 года Виттория упоминается не единожды, но явно в контексте, что раньше о ней уже рассказывалось.
После летних штудий 1831 года в Альбано Иванов уехал в путешествие по Италии, а Лапченко остался. Он задумал картину на традиционный академический сюжет «Сусанна, застигнутая старцами», бывший чрезвычайно популярным в русской культуре. 26-летняя Виттория Кальдони впервые в своей жизни согласилась позировать для Лапченко обнажённой, и уже 10 октября 1831 года Григорий Игнатьевич сообщал в отчёте Академии художеств, что закончил картину. Полотно было перевезено в Петербург и экспонировано на большой выставке Академии, открывшейся в октябре 1833 года. Композиция строго следовала академическому канону, поэтому тело было исполнено «скульптурно», причём художник позволил себе определённый эротизм, допустимый в тогдашнем русском искусстве. В то же время поза была несколько неестественной, суховато написанной, а растения за спиной натурщицы «казались выкованными из металла». Петербургскому учителю Лапченко — академику Иванову — картина не понравилась. Сыну он писал, что Лапченко представил публике не библейскую Сусанну, а «какую-то натурщицу, поставленную им в позицию, чтоб прельщать зрителя». Согласно Н. А. Яковлевой — это характерная тенденция академической живописи того времени: стиралась грань между изображениями библейских и античных мифологических персонажей — их различие существовало лишь в названии и компоновке композиции, обусловленной сюжетом.
Иванов, осудив композицию «Сусанны» с моральной точки зрения, отметил удачные художественные находки, прежде всего — контраст затенённой части полотна, белой рубашки и переходных между ними тонов обнажённого тела; Сусанна получилась объёмной, как бы выходящей за пределы картины. М. Ракова отмечала, что надуманность позы модели и подчёркнутая пластичность создают впечатление, что тело выточено из отполированного дерева, а «брюлловские» рефлексы сделаны до того тщательно, что выглядят мертвенными. Напротив, Н. А. Яковлева высоко оценивала единственное законченное (по её мнению) произведение Лапченко, и отмечает тесную связь замысла полотна с чувствами художника, который он испытывал к своей модели. Это и определило то, что он заботился лишь о наиболее выгодной позе, ничуть не задумываясь о сюжете. Император Николай I, посетивший выставку, приказал перевесить картину в другой зал, чтобы не создавать ажиотаж у публики.

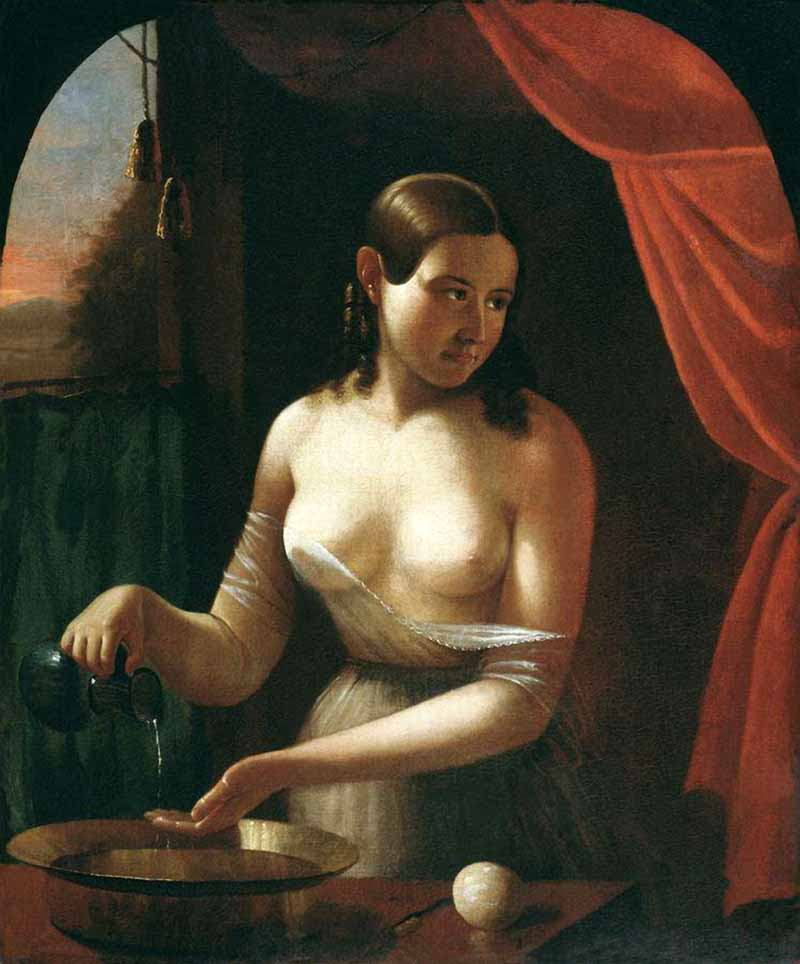
Утро. Холст, масло. 98 × 65 см. Харьковский художественный музей, 1830-е годы (?)

В письмах Иванова от 1833 года упоминается, что Лапченко написал отдельный портрет Виттории. Существует предположение, что он сохранился. Композиция небольшой (20 x 14 см) картины маслом, приписываемой художнику, напоминает «Утро» К. Брюллова, присутствуют и технические решения, например, металлический оттенок красок, присущие именно Лапченко. В анкете, заполненной Лапченко, не упоминается картина «Утро», на которой, однако, стоит его подпись. Р. Джулиани утверждала, что гораздо более уместным было бы название «Утренний туалет»: на полотне изображена полуобнажённая девушка средиземноморского типа с тазом для умывания; при этом модель не похожа на Витторию Кальдони. Форма купола и креста, помещённых в композицию, указывает на Италию. Исходя из этого, Р. Джулиани относила картину к 1831 году. Это, несомненно, не тот портрет, что упоминался в переписке с Ивановым.
Весной 1834 года Иванов сообщил Лапченко, что сам собирается писать Витторию в образе Богоматери Всех Скорбящих. В том же письме впервые встречаются упоминания о том, что отношения модели В. Кальдони и художника Г. Лапченко явно переросли в нечто большее. Иванов писал: «Если бы ты мне решительно объявил, что она твоя суженая, то тогда бы я столь же глубокое уважение к ней имел, как и к тебе». Отношения В. Кальдони и Г. Лапченко вызвали своего рода ажиотаж в римской художественной среде — до того модель не отвечала на чувства художников. Беспокоился и А. Иванов, которому казалось, что друг окончательно отойдёт от работы.
К тому времени относится начало болезни Г. Лапченко, по-видимому, это была дистрофия сетчатки. Зрение сильно ослабело, что сказалось на качестве живописной работы, которую он не бросал ни при каких обстоятельствах. Чтобы помочь другу, Иванов отвёз его к специалисту в Неаполь, из-за этого сильно затянулась работа над картиной «Портрет римской крестьянки» («Женщина с хлебной корзиной»), по-видимому, также изображавшей Витторию. В конце концов незаконченная картина была представлена цесаревичу Александру Николаевичу во время его визита в Рим в 1839 году. Хотя картина была куплена «по щедрой цене», никаких следов её не обнаружено. Среди прочих римских работ сам Лапченко упоминал заказы русской миссии в Риме, князя Гагарина и даже русского посольства в Лондоне.
Браки между итальянскими натурщицами и иностранными художниками (в том числе русскими) в тот период не были редкостью, но обязательно предполагали смену конфессии. Орест Кипренский, чтобы жениться на Анне-Марии Фалькуччи, был вынужден перейти в католичество, поскольку браки православных и католиков в Папском государстве были запрещены. Таким же образом перешёл в католицизм крепостной художник графа Демидова Дмитриев, за что хозяин лишил его содержания. Вопрос о перемене вероисповедания супругов Лапченко остаётся неразрешимым. В анкете для материалов к своей биографии, заполненной в 1869 году, Лапченко утверждал, что женился 29 сентября 1839 года, причём ни он, ни Виттория Кальдони не меняли вероисповедания. А. Гольд в своей диссертации, напротив, писала, что В. Кальдони перешла в православие. Место их бракосочетания неизвестно, но, во всяком случае, не в Альбано, поскольку в приходских книгах этого города не осталось никаких записей. Существует также версия, что они тайно поженились в Италии (например, в русской церкви при посольстве), а затем узаконили отношения и в России, где не требовалось разрешения на брак между католиками и православными, а обряд, проведённый православным священником, имел определённый вес в практических делах.
В последние годы, проведённые в Риме, Лапченко познакомился со своим земляком Н. В. Гоголем. Р. Джулиани показала роль В. Кальдони в формировании образа Аннунциаты в одноимённой повести, переделанной позднее в роман «Рим». Впрочем, исходным импульсом было не личное общение, а портреты Виттории, выполненные немецкими художниками, прежде всего Францем Людвигом Кателем. Несколько графических портретов были обнаружены в коллекции Эрмитажа в 1990-е годы. Они сохранились в альбоме В. А. Жуковского и могли быть им приобретены во время посещения Италии в 1833 или 1838—1839 годах.

## Возвращение в Россию. Поздние годы

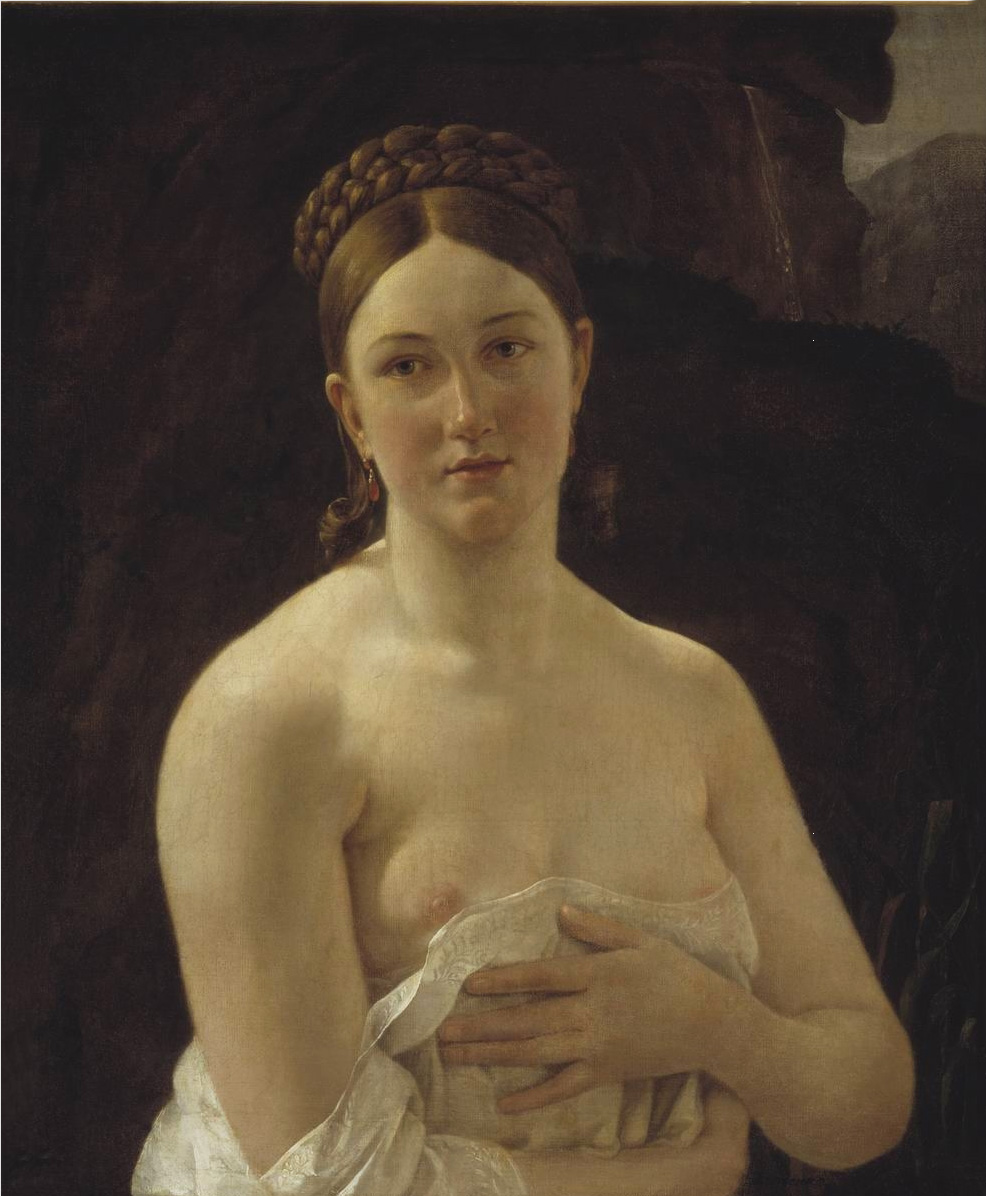
Купальщица. Холст, масло. 71 × 58 см. Государственная Третьяковская галерея. Начало 1830-х годов (?)

Весной 1839 года супруги Лапченко, судя по косвенным данным, находились уже в России. Художник переписал своё имущество на Витторию, считая это хорошим вложением капитала. Перед отъездом он купил виноградник, для чего взял деньги в долг у сестры Виттории — Клементины; распоряжаться итальянской недвижимостью и долгами он поручил Иванову и даже просил его писать в Россию только по-итальянски, чтобы Виттория могла понимать написанное без перевода. Письма Иванова, по сути, основной источник, позволяющий построить связную картину жизни супругов Лапченко в России.
В 1841 (возможно, в 1843) году родился их единственный сын Сергей. В 1841—1842 годах, Лапченко, находясь в сложном финансовом положении и страдая от болезни, подал прошение о присвоении звания академика живописи за картину «Сусанна, застигнутая старцами», которого был удостоен. Полотно было приобретено Академией художеств и помещено в музей Академии. Материальное положение супругов Лапченко в 1840-х годах постепенно улучшилось, но это сопровождалось переездами с одного места службы на другое. А. Кестнер утверждал, что их странствия начались с Ревеля. В издании каталога Русского музея утверждается, что Лапченко получил должность в деревне Мошны, а далее перебрался в Черкассы. Судя по письмам Иванову, 10-летний сын — Сергей Лапченко — пошёл в гимназию в Киеве. После кончины А. Иванова в 1858 году резко сокращается круг источников, доступных для изучения жизни Г. Лапченко и В. Кальдони. Глава семьи пытался заниматься живописью, но слабое зрение уже не позволяло справляться с техническим исполнением. В 1866 году, Лапченко из Мозыря отправил в Академию полотно «Воскресение Христово», намереваясь преподнести его императору. Совет Академии счёл это «неуместным». Картина с таким названием учтена в описи церковного имущества села Мошны 1925 года, дальнейшая её судьба неизвестна.
Одной из немногих сохранившихся картин Лапченко (и единственной, хранящейся в Третьяковской галерее) является «Купальщица». По мнению украинских искусствоведов Я. П. Затенацкого и В. В. Рубана, она была написана в 1840-е годы после возвращения, когда он поселился в Малороссии. По мнению авторов каталога собрания Государственной Третьяковской галереи, более вероятно отнести эту работу к итальянскому периоду, учитывая проблемы художника со зрением. Картина демонстрирует высокий уровень технического исполнения и искусство работы с обнажённой моделью. Во всех изданных каталогах картина не была датирована. П. М. Третьяков приобрёл её в 1876 году у А. Беггрова в Петербурге.
В 1868 году супруги переехали в Динабург, где их сын преподавал в местной гимназии. В 1871—1872 годах он занимал должность сверхштатного преподавателя Николаевской Царскосельской гимназии. С этого времени в материальном плане супруги всецело зависели от Сергея Григорьевича и его переездов; ещё в 1866 году у него родился сын Платон — внук Григория и Виттории Лапченко. С 1871 года семейство Лапченко перебралось в Петербург; Григорий Игнатьевич хлопотал о присвоении ему пенсиона в 75 рублей ввиду крайней нужды. В конце жизни Лапченко получил классное звание, которое приравнивало его к чину IX класса. Он скончался 28 марта 1876 года, и был похоронен на Преображенском кладбище.